# Werner Zeitler
Werner Zeitler (* 28. September 1926 in Triebes; † 24. Januar 2004) war ein deutscher Politiker (SPD), unter anderem als Geschäftsführer. Er war von 1972 bis 1990 Mitglied des Deutschen Bundestages.

## Leben
Zeitler besuchte die Volksschule und die Oberrealschule. Er nahm ab 1943 als Soldat am Zweiten Weltkrieg teil und geriet zuletzt in Kriegsgefangenschaft, aus der er 1946 zurückkehrte. Anschließend verdiente er seinen Lebensunterhalt als Bau- und Bergarbeiter. Nach einer Ausbildung zum Jugendpfleger 1949/50 arbeitete er von 1953 bis 1965 als Leiter in Jugendheimen der Arbeiterwohlfahrt in Dortmund. Von 1965 bis 1969 war er als Gewerkschaftssekretär für die ÖTV, der er seit 1949 als Mitglied angehörte, tätig. Von 1964 bis 1970 war er Mitglied der Internationalen Kommission des Deutschen Bundesjugendrings. Des Weiteren fungierte er als Vizepräsident der Rheinisch-Westfälischen Auslandsgesellschaft.
Zeitler trat 1948 in die SPD ein und war von 1948 bis 1970 Mitglied der Sozialistischen Jugend Deutschlands – Die Falken. Er war Vorsitzender des SPD-Ortsvereins Eving II und wurde 1972 zum Vorsitzenden des SPD-Unterbezirks Dortmund gewählt. Von 1969 bis 1972 war er Landesgeschäftsführer des SPD-Landesverbandes Nordrhein-Westfalen in Düsseldorf.
Von 1969 bis 1972 war Zeitler Mitglied des Rates der Stadt Dortmund. Dem Deutschen Bundestag gehörte er von 1972 bis 1990 an. Im Parlament vertrat er von 1972 bis 1980 den Wahlkreis Dortmund I und anschließend bis 1990 den Wahlkreis Dortmund III. Von 1980 bis 1983 war er Parlamentarischer Geschäftsführer der SPD-Bundestagsfraktion. 
Werner Zeitler lebte in Dortmund-Brechten, war verheiratet, aus der Ehe gingen zwei Töchter hervor. Sein Neffe, Jan Zeitler, ist Oberbürgermeister der Großen Kreisstadt Überlingen am Bodensee.